# Европско првенство у атлетици за јуниоре 2007 — 3.000 метара за јуниорке
Такмичење у трчању на 3.000 метара у женској конкуренцији на 19. Европском првенству у атлетици за јуниоре 2007. у Хенгело одржано је 21. јула 2007. на Fanny Blankers-Koen Stadion- у.
Титулу освојену у Каунасу 2005, није бранила Аделина де Сочо из Италије.

## Земље учеснице
Учествовало је 15 такмичарки из 10 земаља.
1. Литванија (1)
2. Молдавија (1)
3. Норвешка (1)
4. Пољска (1)
5. Румунија (3)
6. Русија (2)
7. Србија (1)
8. Турска (1)
9. Уједињено Краљевство (3)
10. Чешка (1)

## Освајачи медаља
|                              |                           |                            |
| Кристина Василоиу · Румунија | Наталија Попкова · Русија | Данијела Дониса · Румунија |

## Рекорди
| Рекорди пре почетка Европског првенства 2007. | Рекорди пре почетка Европског првенства 2007. | Рекорди пре почетка Европског првенства 2007. | Рекорди пре почетка Европског првенства 2007. | Рекорди пре почетка Европског првенства 2007. | Рекорди пре почетка Европског првенства 2007. |
| --------------------------------------------- | --------------------------------------------- | --------------------------------------------- | --------------------------------------------- | --------------------------------------------- | --------------------------------------------- |
| Европски рекорд У-20                          | Зола Буд                                      | Велика Британија                              | 8:28,83                                       | Рим, Италија                                  | 7. август 1985.                               |
| Рекорди европских првенстава У-20             | Габријела Сабо                                | Румунија                                      | 8:50.97                                       | Сан Себастијан, Шпанија                       | 1. август 1993.                               |

## Сатница
| Датум   | Време | Коло   |
| ------- | ----- | ------ |
| 22. јул | 15:10 | Финале |

## Резултати
,

### Финале
Такмичење је одржано 22. јула 2007. године у 15:10.
| Место | Атлетичарка           | Земља                | ЛР      | ЛРС | Резултат | Белешка |
| ----- | --------------------- | -------------------- | ------- | --- | -------- | ------- |
|       | Кристина Василоиу     | Румунија             |         |     | 9:13,51  |         |
|       | Наталија Попкова      | Русија               |         |     | 9:14,17  |         |
|       | Данијела Дониса       | Румунија             |         |     | 9:14,54  |         |
| 4.    | Кристин Ајкрем Енгезе | Норвешка             |         |     | 9:15,60  |         |
| 5.    | Габријела Неакшу      | Румунија             |         |     | 9:24,72  | ЛР      |
| 6.    | Стиви Стоктон         | Уједињено Краљевство |         |     | 9:25,52  |         |
| 7.    | Џес Кулсон            | Уједињено Краљевство |         |     | 9:25,53  |         |
| 8.    | Луци Сарова           | Чешка                |         |     | 9:28,66  | ЛР      |
| 9.    | Каролина Вашак        | Пољска               |         |     | 9:30,62  | ЛР      |
| 10.   | Алфија Мурјасова      | Русија               |         |     | 9:33,29  |         |
| 11.   | Вајда Жусинаите       | Литванија            |         |     | 9:39,29  | ЛРС     |
| 12.   | Азра Еминовић         | Србија               | 9:17,90 |     | 9:40,42  | ЛРС     |
| 13.   | Оливија Кени          | Уједињено Краљевство |         |     | 9:47,29  |         |
| 14.   | Хулија Онгун          | Турска               |         |     | 10:00,76 |         |
| 15.   | Лила Фишовики         | Молдавија            |         |     | 10:04,57 |         |